# Otto Barić
Otto Barić (n. 19 iunie 1932, Blasnitzen⁠(d), Eisenkappel-Vellach⁠(d), Carintia, Austria – d. 13 decembrie 2020, Zagreb, Croația) a fost un antrenor de fotbal croat-austriac.

## Cariera de antrenor

### 1969 - 2007
Barić și-a început cariera de antrenor în 1969, la clubul Germania Wiesbaden din Germania de Vest
și s-a mutat după un sezon la clubul austriac Wacker Innsbruck, unde și-a petrecut următoarele două sezoane și a câștigat două campionate consecutiv înainte de a trece la LASK Linz în iulie 1972. După două sezoane cu Linz, s-a dus la clubul croat NK Zagreb și-a petrecut două sezoane acolo înainte de a trece la Dinamo Vinkovci în iulie 1976. La sfârșitul anilor 1970, el a fost, de asemenea, antrenorul principal al echipei naționale de amatori a Iugoslavei, o echipă formată din jucători de la Liga a Doua Iugoslavă, cu care a câștigat două titluri regionale și unul continental între 1976 și 1978. În același timp, el a antrenat timp de patru sezoane la Dinamo Vinkovci (Cibalia) înainte de a se întoarce în Austria, în martie 1980, la Sturm Graz. El și-a petrecut un sezon și jumătate de sezon la Sturm, urmând ca peste un an să o preia pe Rapid Viena în iulie 1982, cu care a obținut trei titluri de campioni în Bundesliga Austriacă în 1982, 1983 și 1987, precum și a trei Cupe ale Austriei în 1983, 1984 și 1985. În 1985 el a ajuns cu Rapid Viena în finala Cupei Cupelor, dar a pierdut meciul cu Everton cu 3-1.

## Legături externe
- Otto Barić la transfermarkt